# Al son de mi corazón
Al Son De Mi Corazón es el nombre del primer álbum de estudio como solista del cantautor colombiano Gusi. El álbum fue producido por Yasmil Marrufo y Gusi  y lanzado al mercado el 9 de septiembre de 2014.

## Reseña
Luego de haberse estrenado ERES, el segundo sencillo de GUSI de su álbum debut como solista, con el cual ha logrado ubicarse en los primeros lugares de los listados nacionales y consolidar su imagen, el artista colombiano nos presenta “Al Son De Mi Corazón” título de esta nueva producción discográfica.
“Al Son De Mi Corazón” es un álbum en el que se puede apreciar en esencia toda su calidad tanto interpretativa como autoral, haciendo de éste una entrega total.
En esta producción GUSI trabajó como coproductor junto al reconocido Yasmil Marrufo, con quien realizó este álbum de la mano, logrando darle ese sonido fresco, único y muy latino que se presencia en cada uno de los temas de “Al Son De Mi Corazón”.
Para esta producción GUSI contó con grandes artistas y amigos, con los que compuso, interpretó y compartió su más íntimo deseo: hacer música de corazón y que refleje sus sentimientos. “Al Son De Mi Corazón” contiene 13 temas llenos de historias románticas de amor y desamor, escritas por GUSI, algunas en su totalidad y otras en compañía de Alex Cuba, Luis Enrique, Yasmil Marrufo y Claudia Brant.
“Al Son De Mi Corazón” es una revelación, una muestra sincera de su vida y un desahogo, que quedó impreso en cada una de los temas que forman parte del álbum. Durante varios meses, GUSI estuvo preparando esta producción, trabajó en medio de sus giras nacionales e internacionales, preparando cada detalle para dejarle a sus seguidores este primer disco como solista con el que busca llegar no solo a cada rincón de Colombia sino sobrepasar las fronteras, mostrando un poco más del folclor de su país.
“Tu Tienes Razón”, es uno de los temas que forman parte de “Al Son De Mi Corazón” y que realizó junto al también artista colombiano y gran representante del género vallenato en el mundo, Silvestre Dangond, una dupla en la que se refleja un sonido fresco y alegre. Un tema dedicado a todos aquellos que entregan la mayoría de su tiempo a lo que los apasiona y, tal vez, dejan a un lado la verdadera esencia de la vida.
En este álbum también se mezclan sonidos internacionales como es el caso de “Si Tu Vinieras” una fusión con konpa dirèk, música originaria de Haití. “Juramento” es un tema muy especial ya que en esta contó con la complicidad de dos grandes artistas y amigos Alex Cuba y Luis Enrique, un tema muy divertido para pedirle perdón a su amor.
Hay dos canciones especiales que GUSI escribió, una es “Las Mujeres del Caribe” un porro con mucho sentimiento, hecho para la sabana, “tierra de mis mejores recuerdos de infancia en San Bernardo del Viento. Gracias a mi papá, bailador y amante del porro, por enseñarme a querer el folclor de mi tierra y a mi mamá por tener la sensibilidad precisa para enseñarme a escribir cada palabra.”, y “Despojo” una canción dedicada a Valledupar y su gente, “por culpa del desamor escribí esta canción y en esa tierra encuentro alegría y paz”.
“Al Son De Mi Corazón”, no solo es el primer álbum de GUSI como solista, es la entrega más sincera de su música y talento , el álbum debutó número 2 en las listas de itunes.

## Lista de canciones
| N.º   | Título                                    | Escritor(es)         | Duración |  |
| 1.    | «A buscar tu amor»                        | Álex Cuba            | 3:26     |  |
| 2.    | «Eres»                                    | Gusi, Yasmil Marrufo | 3:39     |  |
| 3.    | «Tú tienes razón» (con Silvestre Dangond) | Gusi, Yasmil Marrufo | 3:36     |  |
| 4.    | «Contigo»                                 | Gusi, Yasmil Marrufo | 3:34     |  |
| 5.    | «Quiéreme así»                            | Gusi                 | 3:53     |  |
| 6.    | «Al son de mi corazón»                    | Gusi, Luis Enrique   | 3:32     |  |
| 7.    | «Las mujeres del Caribe»                  | Gusi                 | 3:47     |  |
| 8.    | «Sobreviviré»                             | Gusi, Luis Enrique   | 4:07     |  |
| 9.    | «Si tú vinieras»                          | Gusi, Álex Cuba      | 3:58     |  |
| 10.   | «Juramento» (Álex Cuba & Luis Enrique)    | Gusi, Álex Cuba      | 3:48     |  |
| 11.   | «Para qué»                                | Gusi                 | 3:49     |  |
| 12.   | «Despojo»                                 | Gusi, Luis Enrique   | 4:04     |  |
| 13.   | «Para siempre»                            | Gusi, Claudia Brant  | 3:55     |  |
| 14.   | «A buscar tu amor» (Versión Pop)          | Álex Cuba, Gusi      | 3:26     |  |
| 59:28 |                                           |                      |          |  |